# Église Saint-Remacle de Marche-en-Famenne
L'église Saint-Remacle est une église catholique de style gothique située sur le territoire de la ville belge de Marche-en-Famenne, dans la province de Luxembourg.
Elle succède à une église antérieure de style roman. Le monument est classé au patrimoine immobilier de Wallonie depuis 1938.

## Localisation
L'église Saint-Remacle se dresse sur la place Roi Albert, au centre de la ville de Marche-en-Famenne.

## Historique
L'église Saint-Remacle est établie sur le site d'un oratoire en bois du IXe siècle et de l'église vraisemblablement romane incendiée en 1484. 
La construction de l'église actuelle commença à la fin du XVe siècle et s'acheva vers 1520-1540.
Un incendie l'endommagea gravement en 1615, ce qui nécessita la réédification du clocher-tour en 1715, attestée par un chronogramme du portail.
Victime d'un nouvel incendie en 1806, l'édifice est restauré en 1820 par l'architecte François Schoumacker et la flèche est reconstruite.
Une nouvelle restauration a lieu en 1888-1893, menée par l'architecte Auguste Van Assche dans un esprit néo-gothique, suivie par une autre en 1934-1935, due à l'architecte Marcel De Deckere et commémorée par une pierre d'angle à gauche du portail.
En 1974-1975, les peintures intérieures sont rénovées et de nouveaux vitraux sont posés.

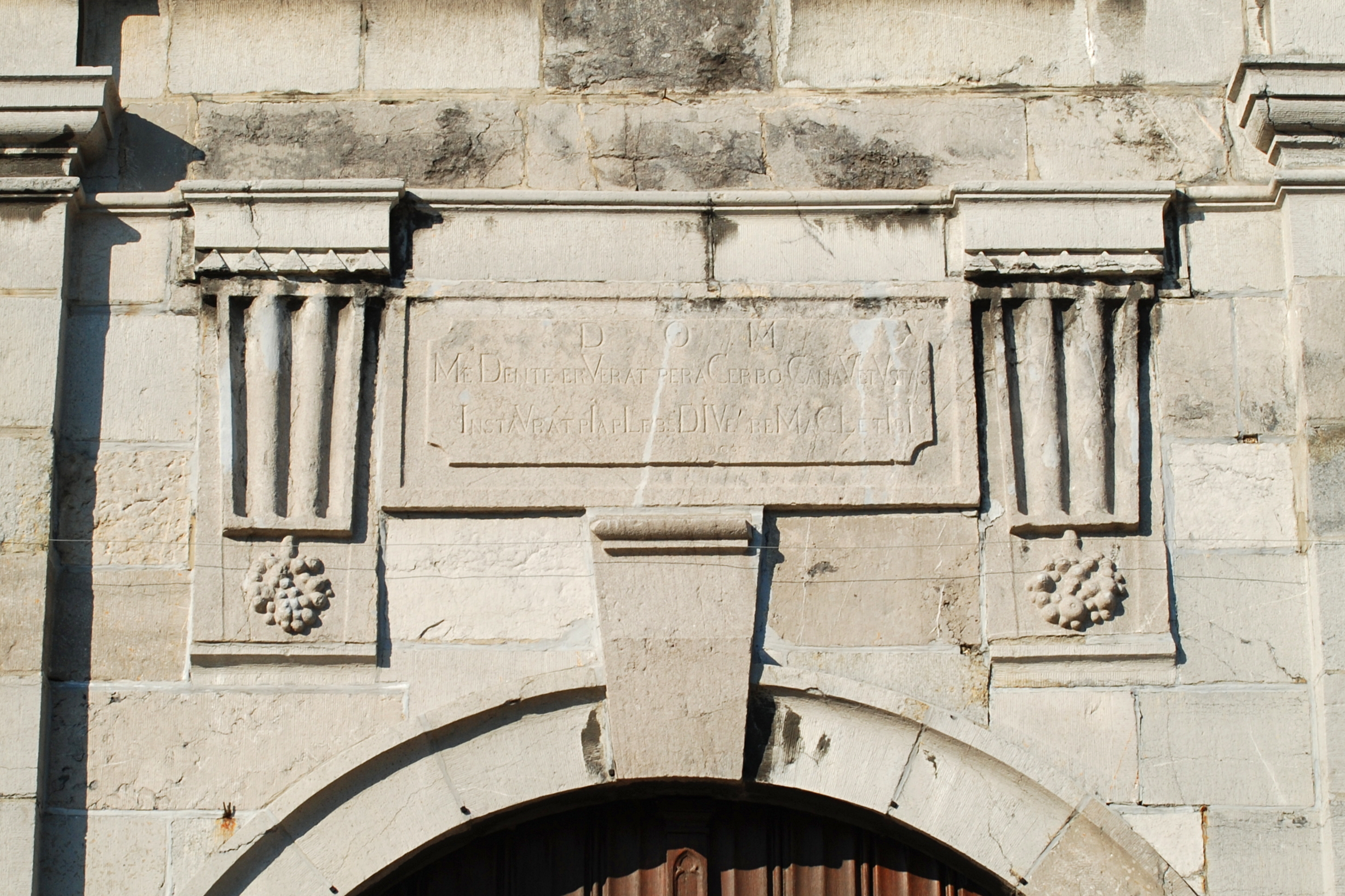
Le chronogramme.

## Classement
L'église fait l'objet d'un classement au titre des monuments historiques de Wallonie depuis le 25 octobre 1938 sous la référence 83034-CLT-0001-01.

## Architecture
L'édifice est une église gothique de l'école mosane terminée en 1520-1540 précédée d'une tour de style classique, réédifiée en 1715.

### Tour occidentale
À l'ouest, la chapelle présente une forte tour de plan carré.
Cette tour occidentale, érigée en pierre de taille assemblée en grand appareil de belle facture, est percée au rez-de-chaussée d'un beau portail de style classique. Ce portail intègre une grande porte en bois ornée de pentures dont les piédroits aux impostes à motifs de gouttes (petits pendentifs typiques de l'architecture classique et néo-classique) supportent un grand arc cintré à clé d'arc saillante. La porte est encadrée de hauts pilastres d'ordre toscan qui portent un large entablement.
Logé entre la clé d'arc et l'entablement, un cartouche flanqué de triglyphes à motifs de gouttes est gravé d'un chronogramme qui date la réédification de la tour de 1715.
Le dernier niveau est orné d'une grand horloge à boudin de pierre sur sa face ouest et de baies cintrées géminées et d'ancres de façade sur ses faces latérales.
La tour se termine par une corniche à modillons, une flèche campaniforme, un bulbe et un lanternon.

La tour occidentale
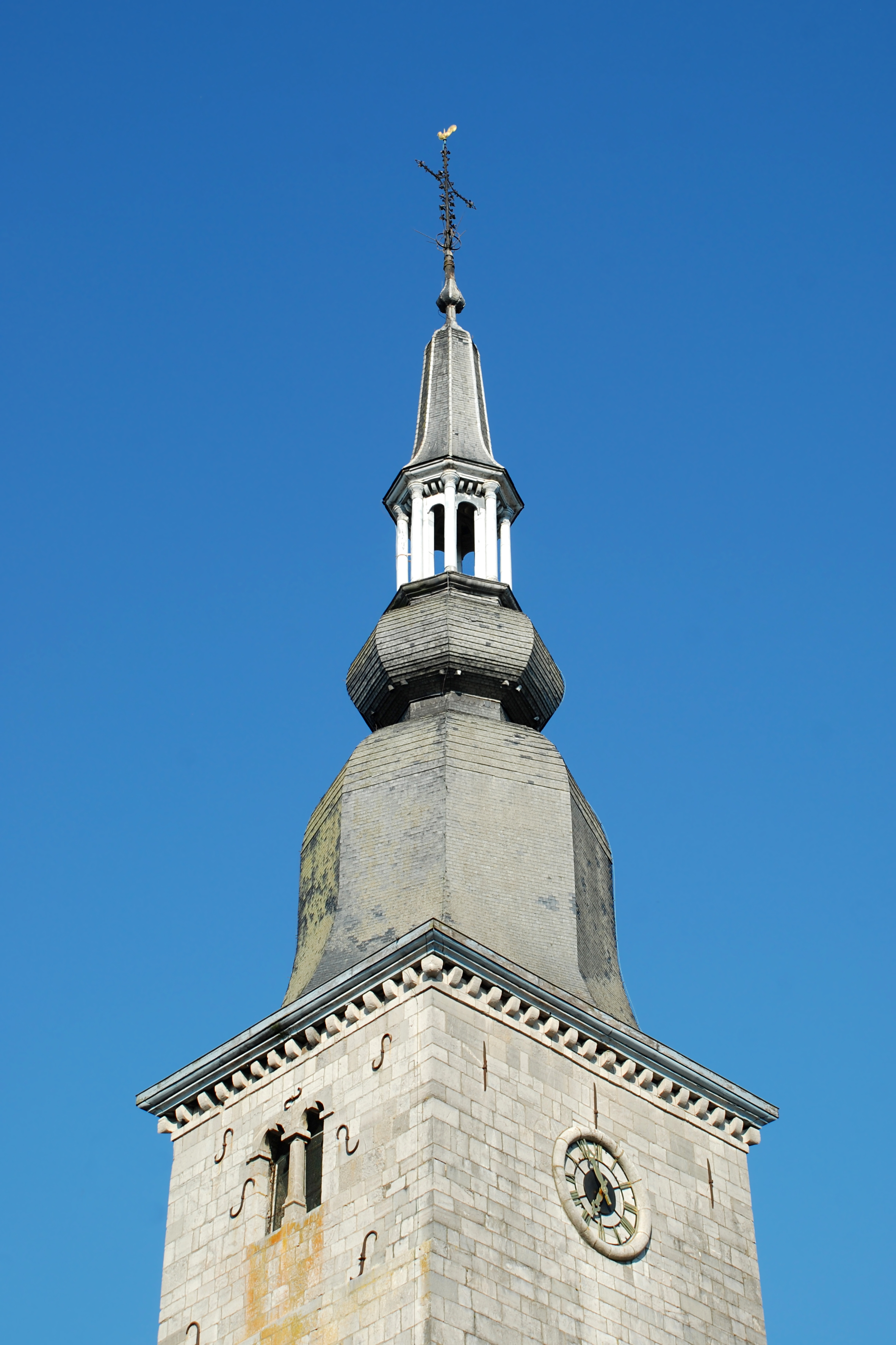
La flèche.
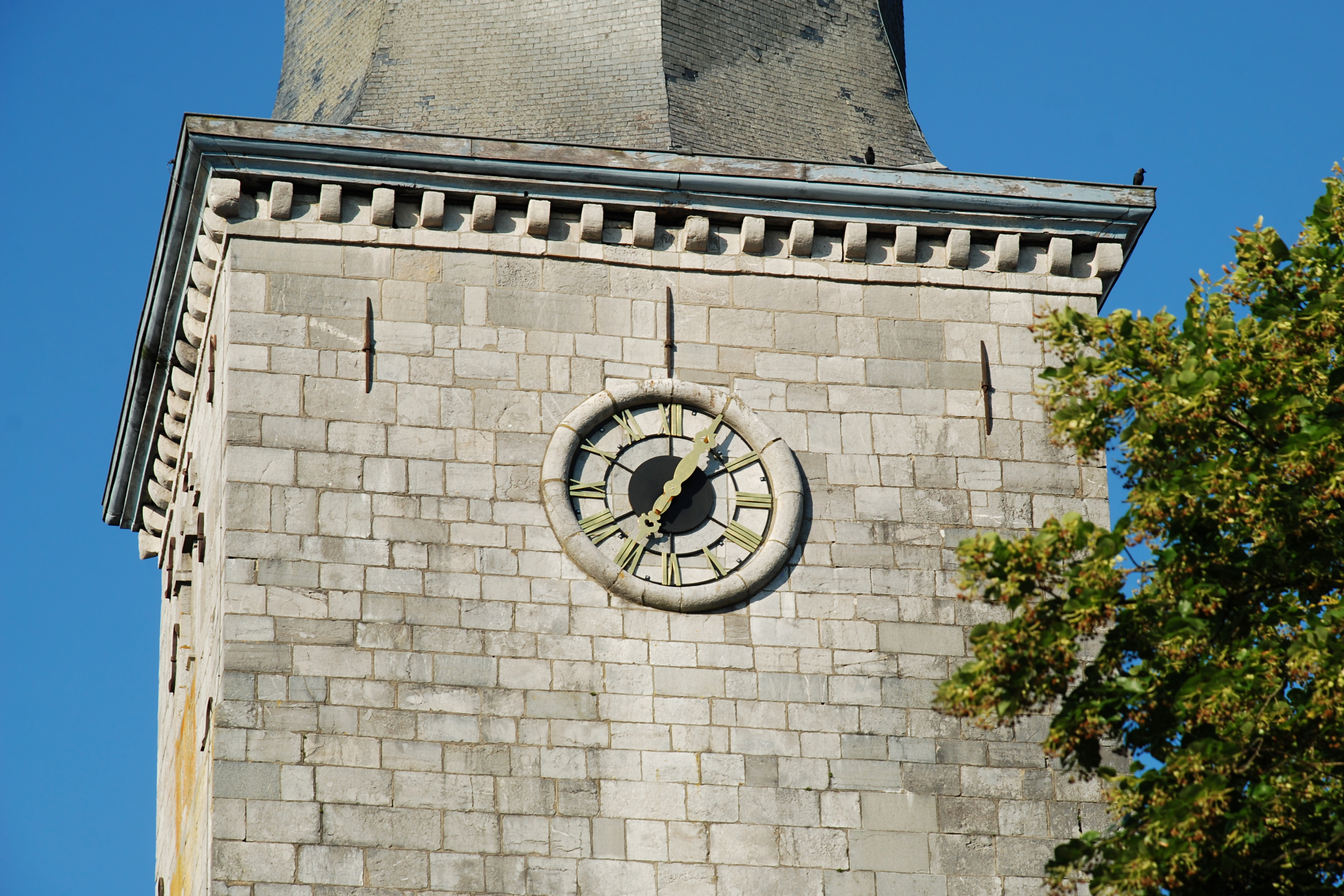
L'horloge.
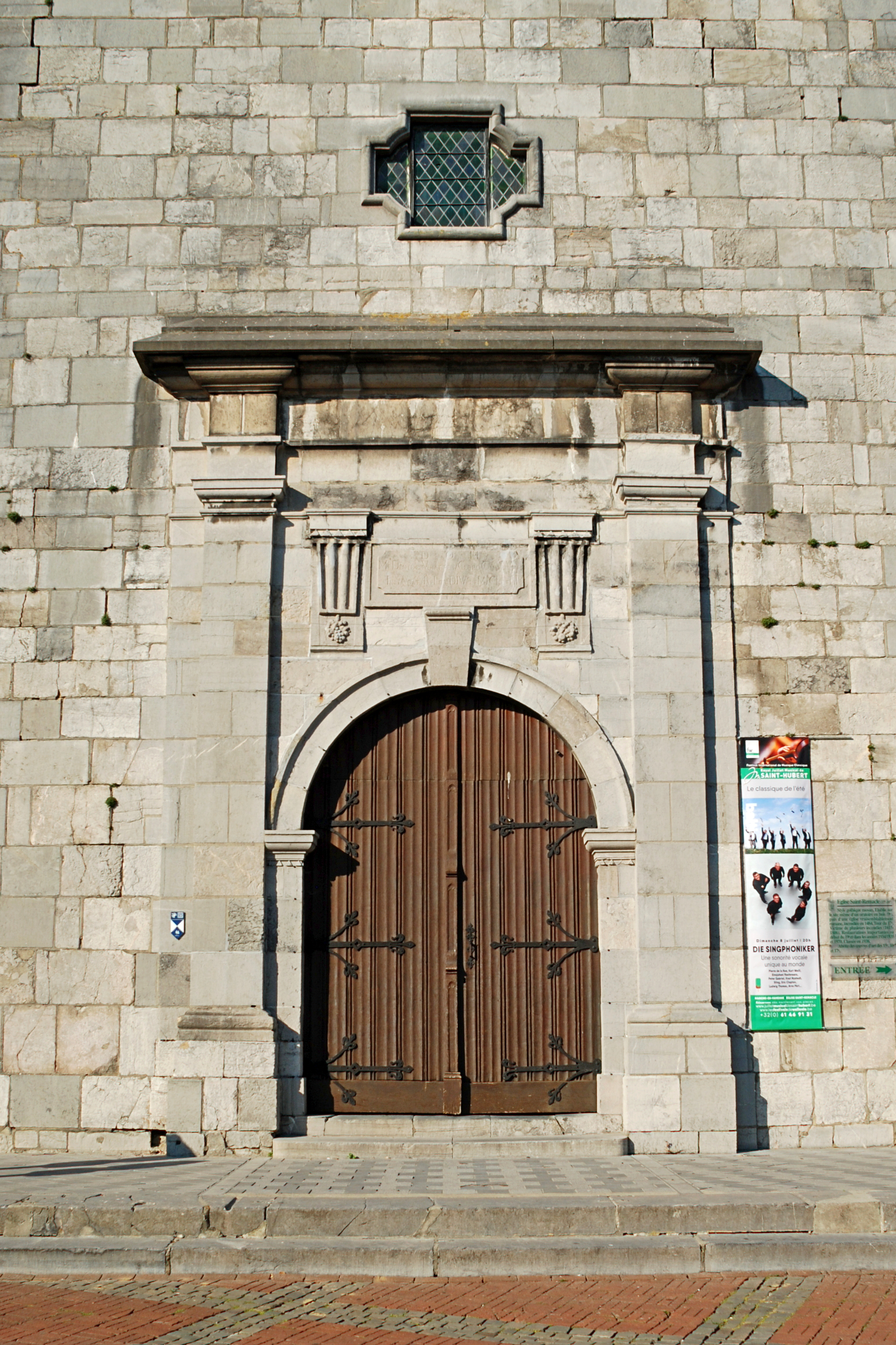
Le portail.

### Façades, transept et chevet
À l'arrière de cette tour se dresse une église gothique tout à fait conventionnelle que le style classique de la tour ne laisse pas deviner.
Les façades latérales de trois travées sont percées de hautes baies ogivales à remplage sous lesquelles prennent place les chapelles latérales, aux baies ornées de vitraux de style abstrait dus à Louis-Marie Londot (1975). Sous la corniche court une longue frise d'arcades qui s'interrompt au niveau du transept mais reprend au niveau du chevet.
Le transept et le chevet sont percés de hautes baies ogivales très élancées et sont soutenus par de hauts contreforts.

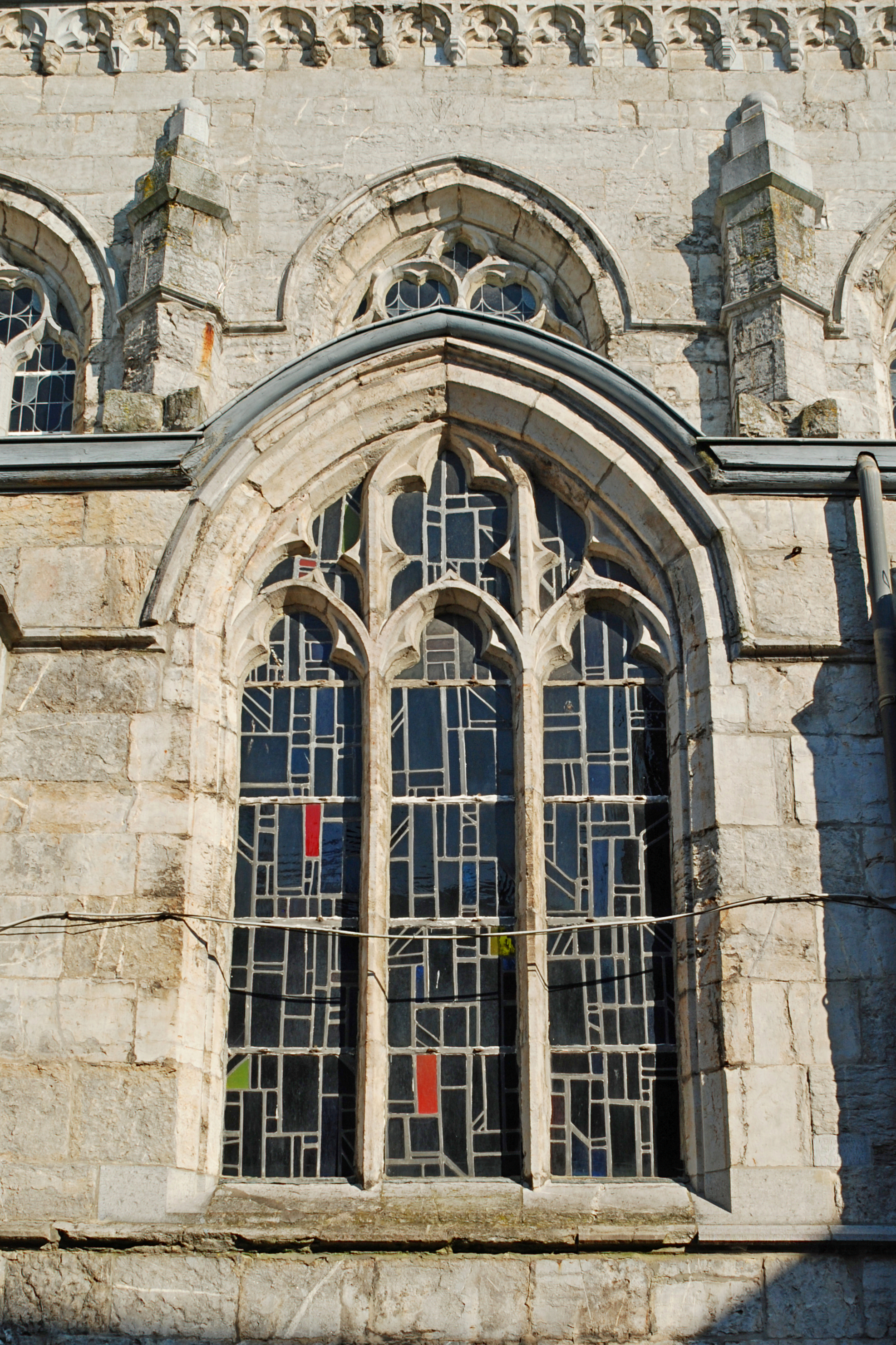
Baies ogivales.
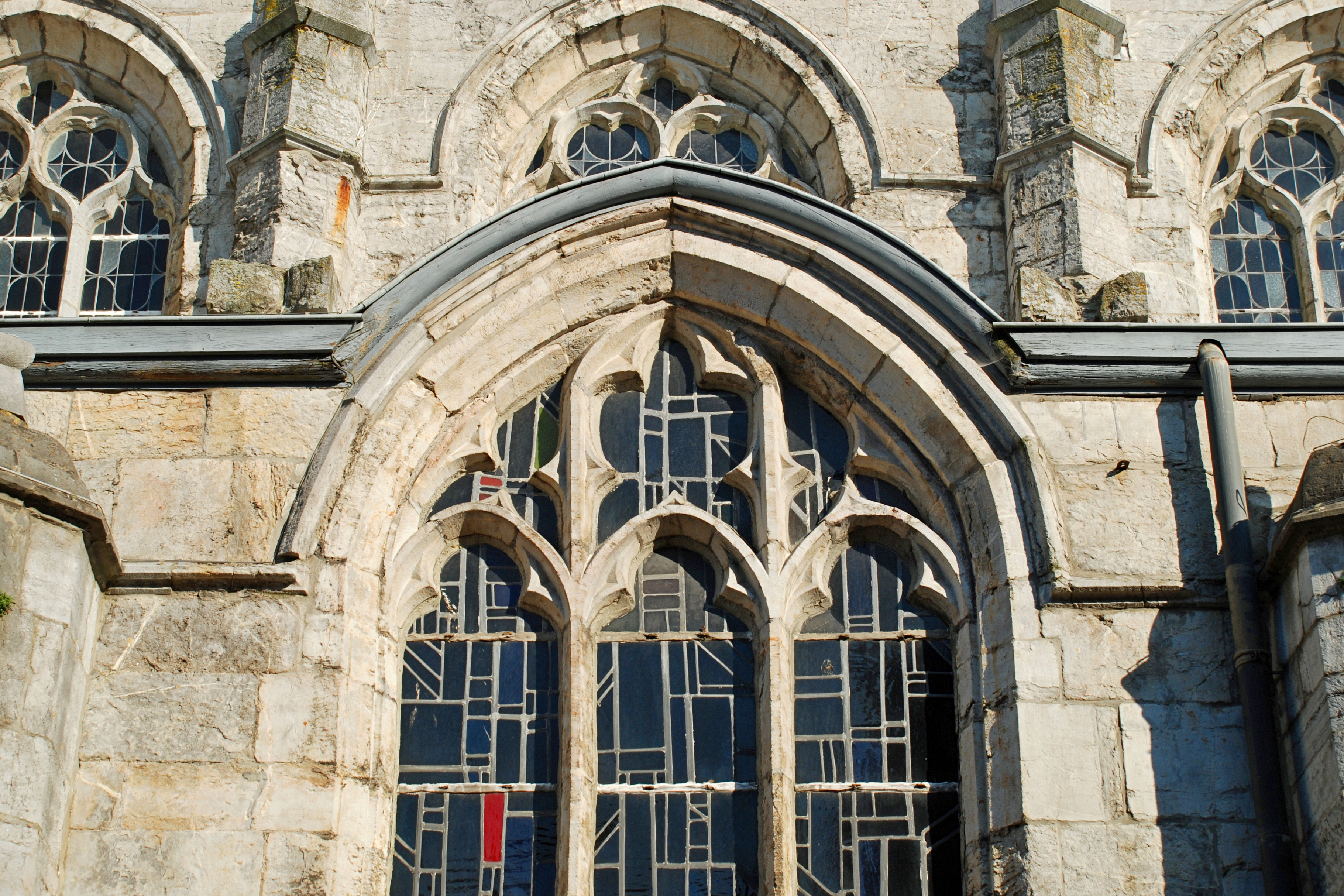
Remplage gothique.
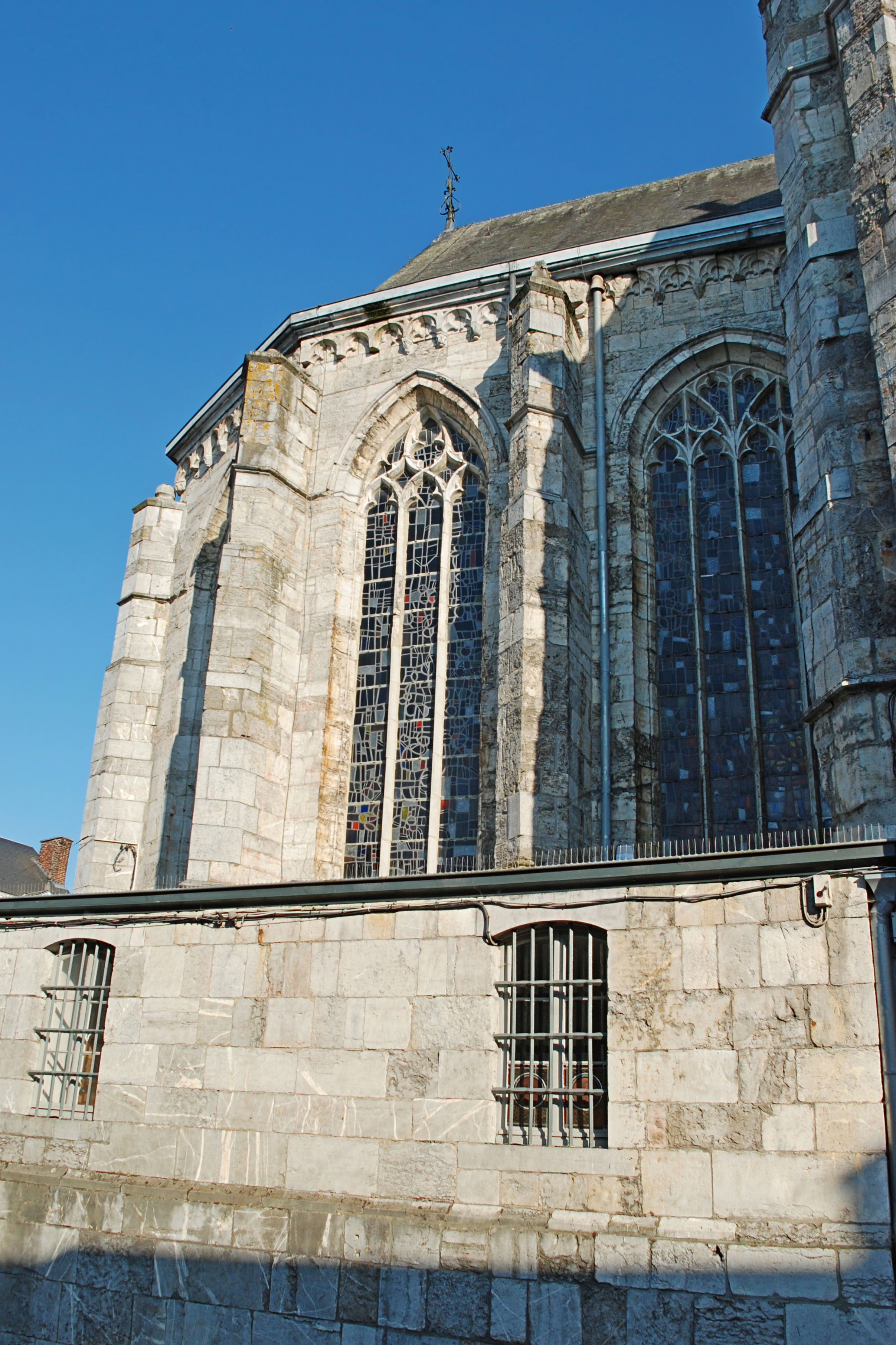
Le chevet.